# Stephen Lang
Stephen Lang (New York, 11 juli 1952) is een Amerikaans acteur en toneelschrijver.